# Св. св. Петър и Павел (Пехчево)
Вижте пояснителната страница за други значения на Свети апостоли Петър и Павел.
„Св. св. Петър и Павел“ (на македонска литературна норма: „Св. св. Петър и Павле“) е православна църква в град Пехчево, Северна Македония, част от Струмишката епархия на Македонската православна църква – Охридска архиепископия. Църквата е единствена в града.

## История
Църквата е построена в 1858 година. Представлявала е просторна трикорабна църква, с една апсида, със затворен притвор и женска църква. Надписът за построяването е бил върху две плочи над входа. Според Асен Василиев датата на построяването, изписана в него е била 25 май 1858 година. Според други данни годината на изграждане е била 1856. Била е изградена с камък от Валевичка река, от местността Ферчов кладенец, а дървените колони във вътрешността са от Брезница и Равно боре. Вратите били изработени от екзотични дървета -Terminalia ivorensis, Entandrophragma cylindricum, донесени от Етиопия. До църквата била изградена импозантна камбанария. В църквата работело и училище.
Църквата пострадва силно от земетресението в Пехчевско през 1904 година, което събаря камбанарията и църковното училище. В 1978 година след решение на общината старата църква е съборена и на нейно място е издигната нова с голям централен купол и три апсиди. Осветена е на 9 октомври 1988 година.
Иконостасните икони в църквата са дело на видния дебърски майстор Благой Дамянов: иконите на Богородица Одигитрия и Христос от 1861 година, надписани „Зограф Блаже Дамянович из деборцка держава Тресонче“ и „Зограф Блаже Дебрали“, иконите „Йоан Кръстител" (1862) и „Свети Георги" (1862), „Света Екатерина“, „Свети Димитър“ (1863), „Свети Илия“ (1863), „Св. св. Петър и Павел“ (1861), „Свети Антоний Велики“. Избраженията на Архангел Михаил в цял ръст и Йоан Златоуст върху олтарните двери са дело на Андон Зограф.